# Abraham Synacher
Abraham Synacher (* 1663 in Augsburg; † 1735) war ein deutscher Maler, der überwiegend in Augsburg tätig war. Von ihm stammten unter anderem die Emporenbilder in der Augsburger Barfüßerkirche. Die Bilder wurden bei den Luftangriffen auf Augsburg im Zweiten Weltkrieg zerstört.